# Villa Gandini

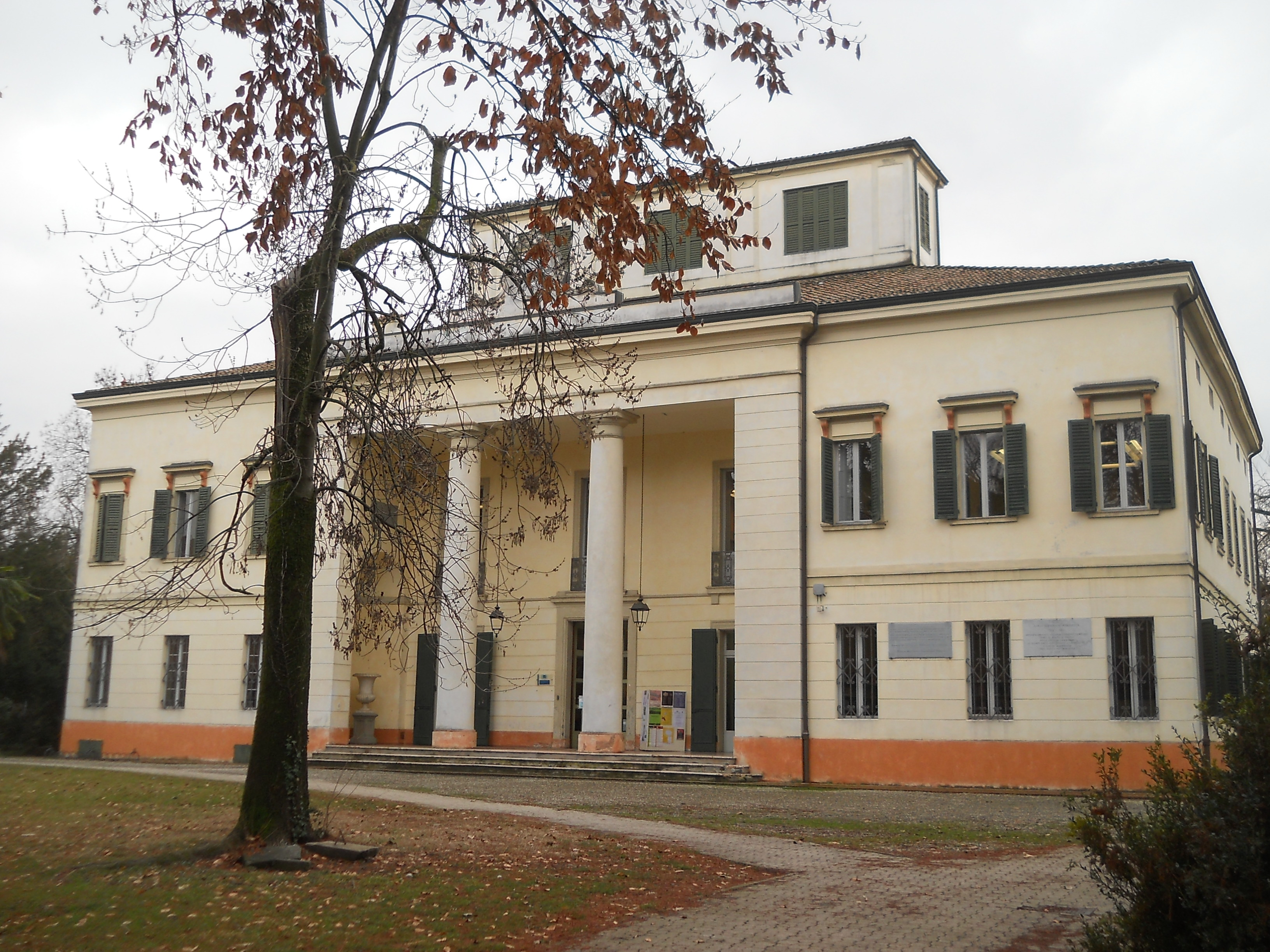
Hauptfassade der Villa Gandini

Die Villa Gandini (ehemals Villa Aggazzotti) ist ein Landhaus aus dem 18. Jahrhundert im klassizistischen Stil. Es liegt im historischen Zentrum von Formigine in der italienischen Region Emilia-Romagna im Parco della Resistenza in der Via Sant’Antonio 4 und ist eine von 80 Villen und weiteren historischen Wohnhäusern aus dem 18. Jahrhundert in der Gemeinde.

## Geschichte
Das Landhaus wurde vom Architekten Francesco Vandelli für die Grafen Gandini, eine Familie aus Modena, entworfen. Diese war mit dem Hof der Herzöge d’Este verbunden und gelangte 1791 in den Besitz des Anwesens.
Es war Pietro Gandini (1796–1875), ein kultivierter Mäzen und Sammler, der Vandelli, damit beauftragte, das Landhaus zu erweitern. Vandelli war ein Architekten in Diensten der Herzöge Österreich-Este, der später durch den Baus des neuen Stadttheaters von Modena bekannt wurde, das 1841 eingeweiht wurde.
In den 1860er-Jahren ließ die Familie Aggazzotti das Haus und den Garten modernisieren; auch heute noch wird das Landhaus in der Gemeinde zur Erinnerung an die letzte Eigentümerfamilie „Villa Aggazzotti“ genannt.
Später kaufte die Gemeindeverwaltung die Villa, um dort die Gemeindebibliothek unterzubringen, die nach Daria Bartolani Marchetti benannt wurde, einer bekannten Botanikerin und Palynologin aus Formigine, die auch Direktorin des botanischen Gartens von Modena war und sich mit der Neuordnung des Giardino Gandini im englischen Stil beschäftigte.

## Beschreibung

### Die Innenräume
Wenn man in die Villa eintritt, fällt sofort die Schönheit des komplett mit klassizistischen Fresken verzierten Atriums ins Auge. Es hat doppelte Raumhöhe und eine elliptische Öffnung im Gewölbe, das von vier Säulen in Stuckmarmor gestützt wird. Das Atrium ist mit vier Gemälden dekoriert, die Szenen aus dem Alten Testament zeigen und Mitte des 19. Jahrhunderts vom Künstler Domenico Barone, einem Schüler von des bekannteren Malers Adeodato Malatesta aus Modena, geschaffen wurden.

#### Der Ehrensalon
In dem Salon sind zwei Halbreliefe erhalten, die dem Bildhauer Luigi Mainoni zugeschrieben werden. Auf der oberen Ebene sind Szenen aus dem Alten Testament abgebildet, die vom Maler Luigi Manzoni ausgeführt wurden.

#### Der Speisesaal
Dieser Saal wurde von Andrea Becchi geplant und realisiert, der auch die Decken mit Fresken dekorierte.

### Die Nebengebäude
Anschließend an das Wohnhaus des Grundherrn, das von wohl gepflegten Gärten im damaligen Stil umgeben ist, erheben sich die landwirtschaftlichen Gebäude und Nebengebäude: Ein Bauernhaus, die Vieh- und Pferdeställe, Lagerhäuser und Scheunen. Nach diesem Schema ist auch das Anwesen der Villa Gandini aufgebaut. Anschließend an das Hauptgebäude erhoben sich die alten Nebengebäude mit den Ställen und den Lagerräumen. Neben den finden sich außerdem das Bauernhaus und die Barchessa (dt.: Lagerhaus).
Heute sind in den Nebengebäuden der Villa Gandini im Erdgeschoss die Biblioteca Ragazzi Matilda und eine Cafeteria untergebracht, im Obergeschoss finden sich der Spazio Giovani (dt.: Jugendraum) mit dem Musikprobenraum daneben. In der Barchessa ist das Zentrum für Umwelterziehung „Il Picchio“ untergebracht.

### Der historische Garten

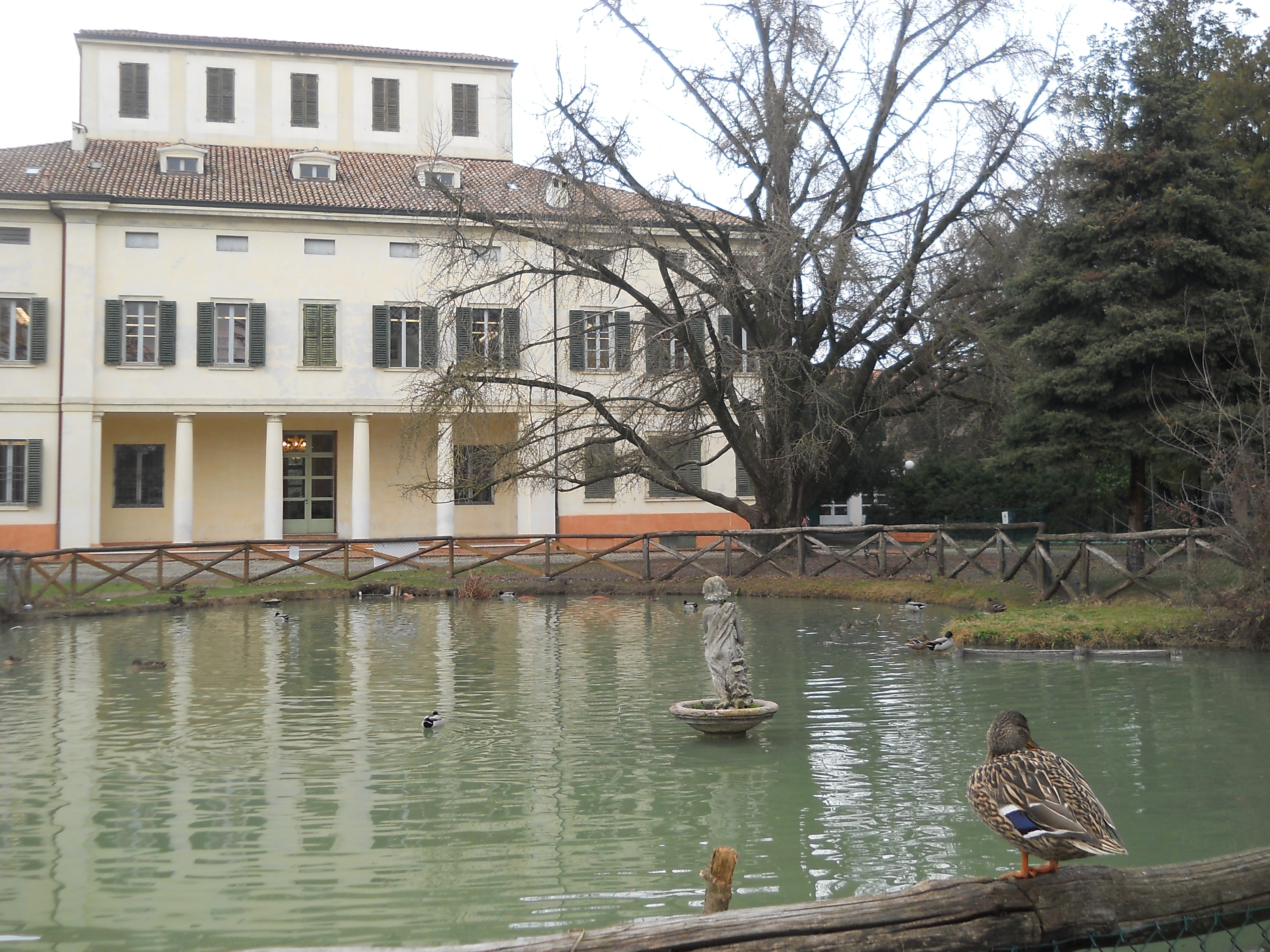
Gartenfassade der Villa mit See

Der Park ist nach der italienischen Resistenza gegen die deutsche Invasion benannt. Der Garten, der von Graf Luigi Alberto Gandini entworfen wurde, bedeckt eine Fläche von 100.000 m². Dem Grafen ist auch die Anlage der drei künstlichen Seen zu verdanken. Der Garten ist Teil des größeren Parco della Resistenza, der eine Fläche von weiteren 100.000 m² bedeckt.
Der Graf, Eigentümer der Villa und passionierter Botaniker und Gärtner ließ den historischen Garten in den 1870er-Jahren in seiner heutigen Größe anlegen. Er ließ auch die drei künstlichen Seen im Garten schaffen, von denen einer neben den großartigen Exemplaren von Ginkgobäumen, einer Pflanze aus China, angelegt wurde.